# Йоникайте, Дигна
Дигна Йоникайте (лит. Digna Jonikaitė;  22 сентября 1999, Вильнюс) — литовская шашистка (международные шашки.  Серебряный призёр чемпионата Литвы по международным шашкам среди женщин 2015 года в классике и в блице
Выступает за клуб Vilniaus Jaunimo ŠK (Вильнюс). В составе национальной сборной дебютировала в 2015 году в товарищеском матче с Польшей
FMJD-Id: 13501